# Pohronský Ruskov
Pohronský Ruskov (bis 1948 slowakisch „Oroska“; ungarisch Oroszka – älter Kisoroszka) ist eine Gemeinde im Süden der Slowakei mit 1170 Einwohnern (Stand 31. Dezember 2024). Sie gehört zum Okres Levice innerhalb des Nitriansky kraj.

## Geographie
Die Gemeinde befindet sich im Ostteil des slowakischen Donautieflands am Unterlauf des Hron. Das Ortszentrum liegt auf einer Höhe von 130 m n.m. und ist 33 Kilometer von Levice gelegen.

## Geschichte
Pohronský Ruskov wurde zum ersten Mal 1269 als Wruz schriftlich erwähnt.
Bis 1918/19 gehörte der Ort im Komitat Bars zum Königreich Ungarn und kam danach zur Tschechoslowakei. Auf Grund des Ersten Wiener Schiedsspruches lag er 1938–1945 noch einmal in Ungarn. 1948 wurde der auf ungarischer Schreibweise basierende Name aus nationalpolitischen Gründen in die slawische Variante und dem auf den Fluss Hron hinweisenden Namenszusatz geändert.
1974–1990 war der Nachbarort Čata Teil der Gemeinde.

## Bevölkerung
| Jahr                | 1994 | 2004    | 2014    | 2024    |
| ------------------- | ---- | ------- | ------- | ------- |
| Anzahl der Personen | 1384 | 1258    | 1286    | 1170    |
| Unterschied         |      | −9,10 % | +2,22 % | −9,02 % |

| Jahr                | 2023 | 2024    |
| ------------------- | ---- | ------- |
| Anzahl der Personen | 1185 | 1170    |
| Unterschied         |      | −1,26 % |

Ergebnisse nach der Volkszählung 2001 (1326 Einwohner):
| Nach Ethnie: - 61,61 % Magyaren - 36,05 % Slowaken - 1,51 % Zigeuner - 0,38 % Tschechen | Nach Religion: - 73,08 % römisch-katholisch - 11,01 % konfessionslos - 7,01 % evangelisch - 2,04 % keine Angabe |